# فيارويا دي لا سييرا
بلدية فيارويا دي لا سييرا (بالإسبانية: Villarroya de la Sierra) هي بلدية تقع في مقاطعة سرقسطة التابعة لمنطقة أراغون شمال شرق إسبانيا.

## الديموغرافيا
بلغ عدد سكان بلدية فيارويا دي لا سييرا 575 نسمة عام 2011 (وفقاً للمعهد الوطني الإسباني للإحصاء).
| 725 | 690 | 648 | 624 | 600 | 585 | 575 |